# Клеппер, Чарльз
Чарльз Эллис Клеппер (англ. Charles Ellis Clapper; 20 декабря 1875, Мемфис, Теннесси — 14 сентября 1937, Чикаго) — американский борец, бронзовый призёр летних Олимпийских игр 1904.
На Играх 1904 в Сент-Луисе Клеппер соревновался только в категории до 61,2 кг. Сначала он выиграл четвертьфинал, затем проиграл полуфинальную встречу будущему чемпиону Бенджамину Бредшоу, но получил возможность участвовать во встрече за третье место. Выиграв её у Дитриха Уортмена, Клеппер получил бронзовую награду.